# TTG Weitmar-Munscheid
Der TTG Weitmar-Munscheid – später TTG Müller-Munscheid –  ist ein Tischtennisverein aus dem Bochumer Stadtteil Weitmar. Die Herrenmannschaft spielte 2002/03 in der Bundesliga.
Gegründet wurde der Verein um 1958. Er nahm Aufschwung, als sich der Unternehmer Frank Müller um 1992 als Sponsor und Spieler engagierte. Nach mehreren Aufstiegen erreichten die Herren im Jahr 2000 die 2. Bundesliga. Hier wurden sie Dritter. Im Folgejahr gelang mit Carl Prean, Duan Yongjun, Chan Kong Wah, Terry Young, Marc Closset, Tyan Jenkins, Li Yuxiang, Patrick Leis und Frank Müller der Sprung in die 1. Bundesliga. Bei den Deutschen Pokalmeisterschaften spielte Weitmar-Munscheid 2001 und 2002 im Halbfinale.
2002 nannte sich der Verein um in TTG Müller-Munscheid. Für die Bundesligasaison 2002/03 wurden als Verstärkung die Chinesen Gao Wei, Chen Hongyu und Fan Changmao sowie Evgueni Shetinin (Weißrussland) und Mikael Zöögling (Schweden) verpflichtet. Dennoch kam das Team lediglich auf den vorletzten Platz.

Kader 1. Bundesliga 2002/2003:
1. Gao Wei

2. Cheng Hongyu

3. Fan Changmao

4. Mikael Zöögling

5. Evgueni Shetinin

6. Duan Yongjun

7. Carl Prean

8. Patrick Leis

9. Frank Müller

Spielertrainer: Fan Changmao

Co-Trainer & Scout: Matthias Landfried

Manager & Hauptsponsor: Frank Müller
Manager und Hauptsponsor Frank Müller verlagerte sein Engagement nun komplett nach Würzburg, dem bisherigen Trainingsstandort der TTG Müller Munscheid. Ihm folgten Spielertrainer Fan Changmao, Co-Trainer & Scout Matthias Landfried und die Spieler Mikael Zöögling und Evgueni Shetinin zum neuen Verein in der 1. Bundesliga Müller Würzburger Hofbräu.
Danach wurde die Mannschaft in die Regionalliga zurückgezogen, da der Sponsor Müller sein finanzielles Engagement reduzierte.
Später nannte sich der Verein um in TTG Munscheid. Als sich 2005 der Sponsor komplett verabschiedete, ging die Mannschaft in die Kreisliga zurück.